# Episodi di Jewelpet Kira☆Deco!
Questa è la lista degli episodi della serie televisiva anime Jewelpet Kira☆Deco!, la quarta del franchise di Jewelpet.
La serie è stata trasmessa in Giappone su TV Osaka e TV Tokyo dal 7 aprile 2012 al 30 marzo 2013 il sabato alle 7:00 su TV Osaka e alle 9:30 su TV Tokyo.
Tutti i titoli degli episodi della quarta serie terminano con deco~! (デコッ〜!?, dekoh~!).
| Nº | Titolo italiano (tradotto) Giapponese 「Kanji」 - Rōmaji                                                           | In onda           | In onda |
| Nº | Titolo italiano (tradotto) Giapponese 「Kanji」 - Rōmaji                                                           | Giapponese        |         |
| 1  | Voglio una Mirror Ball deco~! 「ミラーボールが欲しいデコッ〜!」 - Mirābōru ga hoshii dekoh~!                       | 7 aprile 2012     |         |
| 2  | Deco Friend deco~! 「デコフレンドデコ〜!」 - Dekofurendo dekoh~!                                                   | 14 aprile 2012    |         |
| 3  | Dark angel signor Coal deco~! 「ダークエンジェルコール様デコ〜!」 - Dāku enjeru kōru-sama dekoh~!                  | 21 aprile 2012    |         |
| 4  | Angela si è persa deco~! 「迷子のエンジェラデコ〜!」 - Maigo no Enjera dekoh~!                                     | 28 aprile 2012    |         |
| 5  | Il duello di Blue deco~! 「ブルーを賭けて勝負デコ〜!」 - Burū o kakete shōbu dekoh~!                               | 5 maggio 2012     |         |
| 6  | Slow Life Yellow deco~! 「スローライフイエローデコ〜!」 - Surō Raifu Ierō dekoh~!                                  | 12 maggio 2012    |         |
| 7  | Il misterioso mostro deco~! 「謎のモンスターデコ〜!」 - Nazo no monster (monsutā) dekoh~!                          | 19 maggio 2012    |         |
| 8  | L'avventuroso monello Peridot deco~! 「冒険野郎ペリドットデコ〜!」 - Bōken yarō peridotto dekoh~!                  | 26 maggio 2012    |         |
| 9  | Due volte più divertimento?! Deco~! 「楽しさ２倍!?デコ〜!」 - Tanoshisa tsū-bai!? Dekoh~!                          | 2 giugno 2012     |         |
| 10 | Coal del contrattacco deco~! 「逆襲のコールデコ〜!」 - Gyakushū no Kōru dekoh~!                                    | 9 giugno 2012     |         |
| 11 | Non ci sono i vestiti di Pink deco~! 「ピンクの服がないデコ〜!」 - Pinku no fuku ga nai dekoh~!                    | 16 giugno 2012    |         |
| 12 | Lo sceriffo Jasper deco~! 「保安官（シェリフ）ジャスパーデコ〜!」 - Sheriff (Sherifu) Jasupā dekoh~!               | 23 giugno 2012    |         |
| 13 | Rubate?! Deco Stone deco~! 「盗まれた!?デコストーンデコ〜!」 - Nusumareta!? Dekosutōn dekoh~!                      | 30 giugno 2012    |         |
| 14 | Ruby e Opal sono bloccati deco~! 「ルビーとオパールがぴったんこデコ〜!」 - Rubī to Opāru ga pittanko dekoh~!       | 7 luglio 2012     |         |
| 15 | Strisciare sull'isola deserta deco~! 「無人島ではうはうデコ〜!」 - Mujintō de hau hau dekoh~!                      | 14 luglio 2012    |         |
| 16 | Il senpai col cuore che batte deco~! 「トキメキセンパイデコ〜!」 - Tokimeki senpai dekoh~!                         | 21 luglio 2012    |         |
| 17 | Adoro il maestro Korubi deco~! 「コル美先生大好きデコ〜!」 - Korubi sensei daisuki dekoh~!                         | 28 luglio 2012    |         |
| 18 | La Sweetspet Sakuran deco~! 「スウィーツペット・さくらんちゃんデコ〜!」 - Suwītsupetto Sakuran-chan dekoh~!        | 4 agosto 2012     |         |
| 19 | La grande raccolta degli Sweetpet deco~! 「スウィーツペット大集合デコ〜!」 - Suwītsupetto dai shūgō dekoh~!        | 11 agosto 2012    |         |
| 20 | Chiamatemi principessa deco~! 「お嬢様とお呼びデコ〜!」 - Ojō-sama to oyobi dekoh~!                                | 18 agosto 2012    |         |
| 21 | Scusa non posso dirlo deco~! 「ごめんなさいが言えなくてデコ〜!」 - Gomennasai ga ienakute dekoh~!                  | 25 agosto 2012    |         |
| 22 | I Deco che chiamano la tempesta deco~! 「嵐を呼ぶデコデコ〜!」 - Arashi o yobu deko dekoh~!                        | 1º settembre 2012 |         |
| 23 | Allievi che superano i maestri in popolarità deco~! 「モテモテ下克上デコ〜!」 - Motemote gekokujō dekoh~!          | 8 settembre 2012  |         |
| 24 | Come io ballo deco~! 「舞踏会につれてってデコ〜!」 - Budōkai ni tsuretette dekoh~!                                 | 15 settembre 2012 |         |
| 25 | Luccichio al villaggio dei lucci sauri deco~! 「サンマ村でギンギラギンデコ〜!」 - Sanma mura de gingiragin dekoh~! | 22 settembre 2012 |         |
| 26 | 「ハイキングで大発見デコ〜！」 - Haikingu de daihakken deko!                                                       | 29 settembre 2012 |         |
| 27 | 「ジャイアント宇宙大戦デコ～！」 - Jaianto uchū taisen deko!                                                       | 6 ottobre 2012    |         |
| 28 | 「かぐやのルナ姫デコ～！」 - Kaguya no Runa Hime deko!                                                             | 13 ottobre 2012   |         |
| 29 | 「そして誰もいなくなったデコ～！」 - Soshite daremoinakunatta deko!                                                | 20 ottobre 2012   |         |
| 30 | 「イケメン・パラダイス村デコ～！」 - Ikemen paradaisu-mura deko!                                                   | 27 ottobre 2012   |         |
| 31 | 「必殺でちゅ！ トルネード旋風脚デコ〜！」 - Hissatsu de chiyu! Torunēdo senpū ashi deko!                           | 3 novembre 2012   |         |
| 32 | 「運命のジュエルデコ～！」 - Unmei no jueru deko!                                                                  | 10 novembre 2012  |         |
| 33 | 「俺に惚れちゃいけないぜデコ～！」 - Ore ni horecha ikenai ze deko!                                                | 17 novembre 2012  |         |
| 34 | 「恋のカラフル・トーナメントデコ～！」 - Koi no karafuru tōnamento deko!                                           | 24 novembre 2012  |         |
| 35 | 「エンジェラとジュエルしようぜデコ～！」 - Enjera to jueru shiyou ze deko!                                         | 1º dicembre 2012  |         |
| 36 | 「伝説のアスレチックデコ～！」 - Densetsu no asurechikku deko                                                      | 8 dicembre 2012   |         |
| 37 | 「忍者が城で目立ちたいデコ～！」 - Ninja ga shiro de medachitai deko!                                              | 15 dicembre 2012  |         |
| 38 | 「ベリーメリーデコリマスデコ～！」 - Beri meri dekorimasu deko!                                                    | 22 dicembre 2012  |         |
| 39 | 「ラブラ警察24時デコ～！)」 - Rabura keisatsu 24-ji deko!                                                          | 29 dicembre 2012  |         |
| 40 | 「デコましておめデコデコ～！」 - Dekomashite o-medeko deko!                                                        | 5 gennaio 2013    |         |
| 41 | 「始末屋ネフライトデコ～！」 - Shimatsu-ya nefuraito deko!                                                         | 12 gennaio 2013   |         |
| 42 | 「トンズラダムスの大予言デコ～！」 - Tonzuradamusu no dai yogen deko!                                              | 19 gennaio 2013   |         |
| 43 | 「ツル舞う群馬カルタデコ～！」 - Tsuru mau Gunma karuta deko!                                                      | 26 gennaio 2013   |         |
| 44 | 「愛の決斗アミーゴデコ～！」 - Ai no kettō amīgo deko!                                                             | 2 febbraio 2013   |         |
| 45 | 「さよならコル美先生デコ～！」 - Sayonara korumi sensei deko!                                                      | 9 febbraio 2013   |         |
| 46 | 「ダークナイト・ブルーデコ～！」 - Dāku naito burū deko!                                                           | 16 febbraio 2013  |         |
| 47 | 「本当の友情はここにある!?デコ～！」 - Hontō no yūjō wa koko ni aru!? deko!                                        | 23 febbraio 2013  |         |
| 48 | 「四露死苦!最強の友デコ〜!」 - Yoroshiku! Saikyō no teki deko!                                                     | 2 marzo 2013      |         |
| 49 | 「スベルペットズラデコ～！」 - Suberupetto zura deko!                                                              | 9 marzo 2013      |         |
| 50 | 「ぴんくはきらデコ女子高生!?デコ～！」 - Pinku wa kira deko mesukōsei!? deko!                                      | 16 marzo 2013     |         |
| 51 | 「決戦！さいたまウルトラアリーナデコ～！」 - Kessen! Saitama urutora arīna deko!                                   | 23 marzo 2013     |         |
| 52 | 「みんなきら☆デコッ！デコ～！」 - Min'na kira☆deko! deko!                                                          | 30 marzo 2013     |         |